# Tammara Thibeault
Tammara Thibeault (ur. 27 grudnia 1996 r. w Saint-Georges) – kanadyjska bokserka, olimpijka, brązowa medalistka mistrzostw świata, srebrna medalistka igrzysk panamerykańskich, mistrzyni panamerykańska, brązowa medalistka igrzysk Wspólnoty Narodów.

## Kariera
W 2017 roku została mistrzynią panamerykańską w Tegucigalpie w kategorii do 75 kg. W finale pokonała Amerykankę Oshae Jones. Następnego roku zdobyła brązowy medal podczas igrzysk Wspólnoty Narodów w Gold Coast, przegrywając w półfinale z Walijką Lauren Price.
Na początku sierpnia 2019 roku początkowo zdobyła brązowy medal igrzysk panamerykańskich w Limie. W półfinale odpadła po porażce z Jessicą Caicedo. Jednak po dyskwalifikacji Kolumbijki za stosowanie niedozwolonych substancji przyznano jej srebrny medal. W październiku tego samego roku zdobyła brąz w rywalizacji do 75 kg, przegrywając w półfinale z Holenderką Nouchką Fontijn.
W 2021 roku wzięła udział w Letnich Igrzyskach Olimpijskich 2020 w Tokio, gdzie w rywalizacji kobiet do 75 kg odpadła w ćwierćfinale z Nouchką Fontijn. W 2024 roku ponownie wzięła udział w Letnich Igrzyskach Olimpijskich, gdzie w rywalizacji kobiet do 75 kg odpadła w pierwszej walce z Cindy Ngambą.